# Alexander Pawlowitsch Nemtin
Alexander Pawlowitsch Nemtin (russisch Александр Павлович Немтин; * 13. Juli 1936 in Perm; † 1. Februar 1999 in Moskau) war ein russischer Komponist und zählte zu den Pionieren der Elektronischen Musik in der Sowjetunion. Einen Großteil seines Lebens widmete er der Erarbeitung einer Aufführungsversion aus Skizzen zu Alexander Skrjabins „Mysterium“.

## Leben und Werk
Alexander Nemtin erhielt früh Klavierunterricht und trat 1949 mit eigenen Kompositionen an die Öffentlichkeit. Er studierte am Moskauer Konservatorium bei Mikhail Tschulaki. Seit 1954 dirigierte er Amateurensembles in Perm. Nach seinem Studium arbeitete und komponierte er ab 1961 für einige Zeit in einem Moskauer Studio für Elektronische Musik, wo sich der erste sowjetische Synthesizer befand (dieser sogenannte ANS-Synthesizer, 1958 von Jewgeni Mursin entwickelt, trug sein Kürzel in Erinnerung an den Komponisten Alexander Nikolajewitsch Skrjabin; das Studio wurde 1975 durch staatlichen Druck geschlossen). 1965 wurde Nemtin Mitglied des russischen Komponistenverbandes. Seit 1970 befasste sich Nemtin intensiv mit den Skizzen, die Skrjabin für die „Vorbereitende Handlung“ („Acte préalable“) seines utopischen „Mysterium“-Projektes hinterlassen hatte. Bis zu diesem Zeitpunkt hatte Nemtin selbst eine Reihe von Kompositionen vorgelegt, darunter 2 Sinfonien, 2 Klaviersonaten und mehrere Liederzyklen.
Nemtins Rekonstruktionsarbeiten erstreckten sich über 26 Jahre. Auf Grundlage der 53 erhaltenen Skizzenblätter sowie Textentwürfen Skrjabins entstand eine dreiteilige Partitur mit den Titeln „Universum“, „Menschheit“ und „Verklärung“, jeweils für großes Orchester, Chor, Soloklavier, Orgel und Farbenklavier. Die Rekonstruktion von Teil 1 lag 1971 vor (uraufgeführt 1973 in Moskau unter Leitung Kirill Kondraschins), diejenige des 2. Teiles 1980, die des 3. Teils 1996. Die Premiere des 3. Teils erfolgte 1996 in Berlin unter Leitung von Vladimir Ashkenazy. Alle 3 Teile gemeinsam erklangen erstmals 1997 in Helsinki (beim Label Decca erschien eine Gesamtaufnahme auf 3 CDs unter Leitung von Ashkenazy).
Nemtin rekonstruierte außerdem eine Szene und Arie aus dem unvollendeten, frühen Opernentwurf Skrjabins „Keistut und Birut“ und orchestrierte eine Ballettmusik „Nuances“ auf Grundlage von 14 späten Klavierstücken Skrjabins.